# Didascàlia dels apòstols
La Didascalia apostolorum és el nom d'una obra de la literatura cristiana del segle iii, escrita en siríac, emparentada pel seu contingut amb les anomenades Constitucions apostòliques i la Didakhé. No se sap res dels seus autors.
Tracta principalment dels deures dels bisbes, del ritu d'ordenació dels diaques, dels treballs encomanats a les diaconesses i els ajuts a donar cristians en dificultat. També aborda temes doctrinals com la resurrecció, la Pasqua. En el text es convida als cristians convertits del judaisme a deixar tradicions i legislació que no sigui la del decàleg.
A més del text siríac existeixen versions en àrab, etíop i algunes parts en llatí. Pel que sembla va ser escrit originalment en grec, Epifanio el cita a aquesta llengua en els seus Constitutiones apostolorum. El text actual, ja que conté algunes repeticions i contradiccions no seria l'original. Per exemple, es donen pràctiques diferents i fins i tot contradictòries per a la vivència del dejuni pasqual.